# Betty Barclay Cup 1999
Il  Betty Barclay Cup 1999 è stato un torneo di tennis giocato sulla terra rossa. È stata la 15ª edizione del torneo, che fa parte della categoria Tier II nell'ambito del WTA Tour 1999. Si è giocato ad Amburgo in Germania dal 26 aprile al 2 maggio 1999.

## Campionesse

### Singolare
Venus Williams ha battuto in finale  Mary Pierce con il punteggio di 6–0, 6–3

### Doppio
Larisa Neiland /  Arantxa Sánchez-Vicario hanno battuto in finale  Amanda Coetzer /  Jana Novotná con il punteggio di 6–2, 6–1